# 张林镇
张林镇，是中华人民共和国河南省南阳市镇平县下辖的一个乡镇级行政单位。

## 行政区划
张林镇下辖以下地区：
街东村、街西村、将庄村、李砦村、杨庄村、黑张村、土楼村、赵营村、白庙村、华沟村、楚营村、不老刘村、大陈营村、玉皇庙村、布德王村、李申动村、黑龙庙村、朱张营村、闻家营村、黑龙集村、高庄村、余西村、贾庄村、玉皇阁村、于河村、余东村、官寺村、太平观村、沙河刘村、公吉王村和房坡村。